# Hecatera faroulti
Hecatera faroulti là một loài bướm đêm trong họ Noctuidae.